# Doux Normandie (manzana)
Doux Normandie es una variedad cultivar de manzano (Malus domestica). 
Considerada una manzana de sidra de calidad vintage de la "Region du Roumois" de Normandía, donde es uno de los principales ingredientes en la creación de la icónica bebida a base de manzana de la región.

## Historia
'Doux Normandie' es una variedad de manzana, originado en la "Region du Roumois" de Normandía en Francia durante aproximadamente 1800.
'Doux Normandie' está cultivada en diversos bancos de germoplasma de cultivos vivos tales como en National Fruit Collection (Colección Nacional de Fruta) de Reino Unido con el número de accesión: 1989-078 y nombre de accesión 'Doux Normandie'. También se encuentra ejemplares vivos en el huerto colección de manzanas para la elaboración de sidra del "Tidnor Wood National Collection® of Malus".

## Características
'Doux Normandie' es un árbol de un vigor muy vigoroso. Con frecuencia comienza a producir frutos como un árbol de tres años y da anualmente, no tan bien cuando el árbol envejece. Aclareo de la fruta necesario para evitar la sobreproducción. Tiene un tiempo de floración que comienza a partir del 8 de mayo con el 10% de floración, para el 10 de mayo tiene una floración completa (80%), y para el 17 de mayo tiene un 90% caída de pétalos.
'Doux Normandie' tiene una talla de fruto pequeño tendiendo a mediano, con altura promedio de 42.27 mm y anchura promedio de 50.03 mm; forma redondo aplanado a redondo cónico, con nervaduras de débil a media y corona muy débil; epidermis con color de fondo verdoso, con un sobre color lavado rojo suave en las caras expuestas al sol, importancia del sobre color bajo, y patrón del sobre color chapa, presenta lenticelas de tamaño medio y color más claro, ruginoso-"russeting" (pardeamiento áspero superficial que presentan algunas variedades) muy bajo; cáliz grande y parcialmente abierto, ubicado en una cuenca no muy amplia y poco profunda; pedúnculo muy corto de calibre grueso, en cuenca estrecha y en forma de embudo; las frutas producen un jugo dulce y perfumado; pertenece al grupo amargo-dulce.
La cosecha se recoge a mediados de octubre. Debe usarse dentro de las dos semanas posteriores a la cosecha.

## Usos
Una buena manzana para la elaboración de sidra de L'Eure y Sarthe. Clasificada como una manzana de sidra antigua adecuada para hacer una sidra monovarietal o se puede usar para mezclar. Clasificada como "amarga-dulce" ºBrix 12, acidez 2.27.

## Ploidismo
Diploide, auto estéril. Grupo de polinización: D, Día 15.